# فرانکو آلبینی
 فرانکو آلبینی (انگلیسی: Franco Albini؛ ۱۷ اکتبر ۱۹۰۵ – ۱ نوامبر ۱۹۷۷) یک معمار و طراح اهل ایتالیا بود.